# Axiodes bifasciata
Axiodes bifasciata är en fjärilsart som beskrevs av Herman Dewitz 1881. Axiodes bifasciata ingår i släktet Axiodes och familjen mätare. Inga underarter finns listade i Catalogue of Life.